# Île Penn
L'île Penn est une île française de l'archipel des Kerguelen située dans le golfe du Morbihan au milieu d'un ensemble d'îles de taille comparable.